# 新多了
新多 了（にった りょう、1975年 - ）は、日本の応用言語学者、外国語教育研究者。立教大学外国語教育研究センター教授。

## 経歴
京都市生まれ。上智大学文学部文学科卒業。京セラ株式会社半導体部品事業部本社海外営業部に勤めたのち、英国ウォーリック大学大学院応用言語学研究所において修士号（MA in English Language Studies and Methods, with Distinction）および博士号(PhD in Applied Linguistic)取得。名古屋学院大学外国語学部教授等を経て現職。

## 人物
第二言語習得の持つ多様性や複雑性を研究する方法として、さまざまなエピステモロジーを通して研究を行う必要性を強調している。特に、複雑系科学の知見を研究に応用している。
高橋茂雄（サバンナ）とは小学校時代の同級生である。高橋は新多を「4コマ漫画を描く達人」であったと語っている。

## 著書
- 『「英語の学び方」入門』　単著　2019年8月　研究社
- Learning Language through Task Repetition、共著、2018年9月、John Benjamins (Amsterdam, Holland) 、279-309
- 『はじめての第二言語習得論講義ー英語学習への複眼的アプローチ』、共著、2016年9月、大修館書店
- Task-Based Language Learning - Insights from and for L2 Writing、共著、2014年11月、John Benjamins (Amsterdam)、107-136
- Motivational Dynamics in Language Learning、共著、2014年10月、Multilingual Matters (Bristol, UK)、367-396
- Language Learning Motivation in Japan、共著、2013年10月、Multilingual Matters (Bristol, UK)、268-290
- Applied Natural Language Processing: Identification, investigation, and resolution、共著、2011年11月、Information Science Reference、398-413
- English Language Teaching: Major Themes in Education Volume II、共著、2009年7月、Routledge (London)、83-98
- 英語学・言語学用語辞典、共著、2015年11月、開拓社